# 牛宣
牛宣（1430年—1489年），字德敷，四川成都左護衛人，官籍，治《易經》，年二十五歲中式景泰五年甲戌科第三甲第二百一十名進士。三月初五日生，行一，曾祖牛海貴；祖牛維新；父牛襄；母趙氏。重慶下，妻耿氏，伯衷（衛百戶）。由華陽縣學軍生中式四川鄉試第六十八名舉人，會試中式第一百四十三名。